# 车站街道 (武汉市)
车站街道是中华人民共和国湖北省武汉市江岸区下辖的一个街道办事处。
1902年6月，京汉铁路南端的客运总站在这里落成（即汉口站老站房），自此便一直是武汉三镇的主要铁路客运站，直至1991年10月1日车站停用。街道因而得名。

## 行政区划
车站街道下辖以下村级行政区划单位：
昌年社区、华清社区、长安社区、三德社区、辅堂社区和辅仁社区。